# Skrajna Walowa Turnia
Skrajna Walowa Turnia (niem. Vorderer Wala-Turm, słow. Predná Valova veža, węg. Elülső-Wala-torony) – jedna z wielu turni w Grani Hrubego w słowackiej części Tatr Wysokich. Jest położona między Pośrednią Walową Ławką na południowym wschodzie, oddzielającą ją od Pośredniej Walowej Turni, a Skrajną Walową Ławką na północnym zachodzie, która oddziela ją od Wielkiej Teriańskiej Turni. W stronę Skrajnej Walowej Ławki turnia urywa się wyraźnym uskokiem, pod którym tkwi turniczka w kształcie kowadła. Uskok ten ma wysokość około 40 m. Północno-wschodnia ściana Skrajnej i Pośredniej Walowej Turni tworzą jedną, niepodzielną całość opadającą do prawej, górnej części Wielkiego Ogrodu w Dolinie Hlińskiej. Z prawej strony ograniczenie dolnej części ściany tworzy Żleb Grosza, a górnej uchodzący do niego żleb spod Skrajnej Walowej Ławki. Lewą stronę ściany ogranicza żleb i komin spadający z Zadniej Walowej Ławki. Również po południowo-zachodniej stronie (w dolinie Niewcyrce) obydwie turnie mają wspólną ścianę, jedynie w najwyższej części rozdzieloną płytką depresją Pośredniej Walowej Ławki. Skrajna Walowa Turnia tworzy w tej ścianie filar, po którego lewej stronie znajduje się głęboko wcięty komin.
Nazwa turni upamiętnia Jędrzeja Walę starszego – przewodnika zasłużonego dla poznania masywu Hrubego Wierchu. Nadał ją Witold Henryk Paryski w 8. tomie przewodnika wspinaczkowego.

## Taternictwo
Południowym filarem Skrajnej Walowej Turni prowadzi droga wspinaczkowa (V w skali tatrzańskiej, czas przejścia 2 godz.), ale obecnie Niewcyrka jest obszarem ochrony ścisłej z zakazem wstępu. Dla taterników turnia dostępna jest tylko z grani lub od strony północnej.

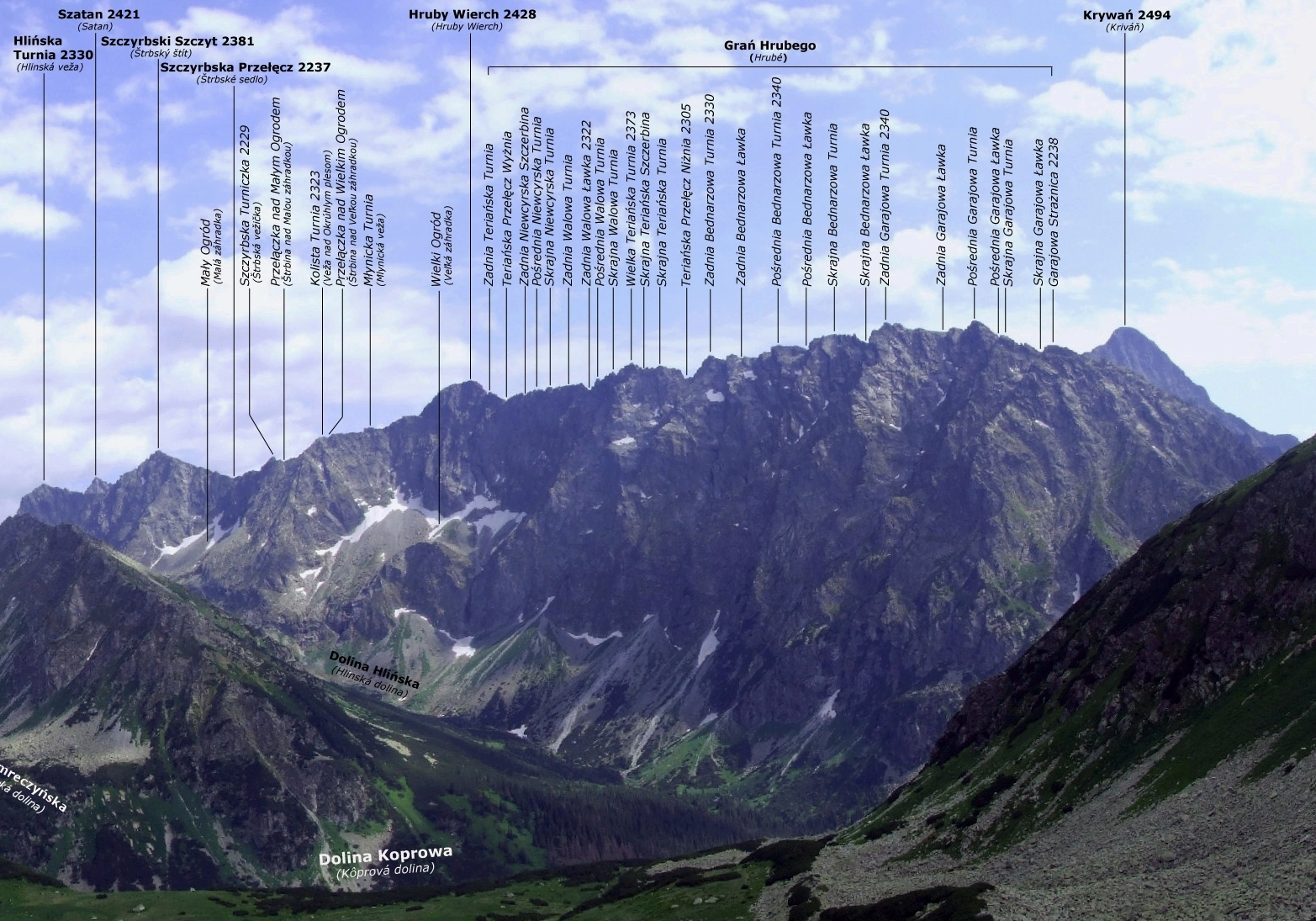
Widok z Zaworów
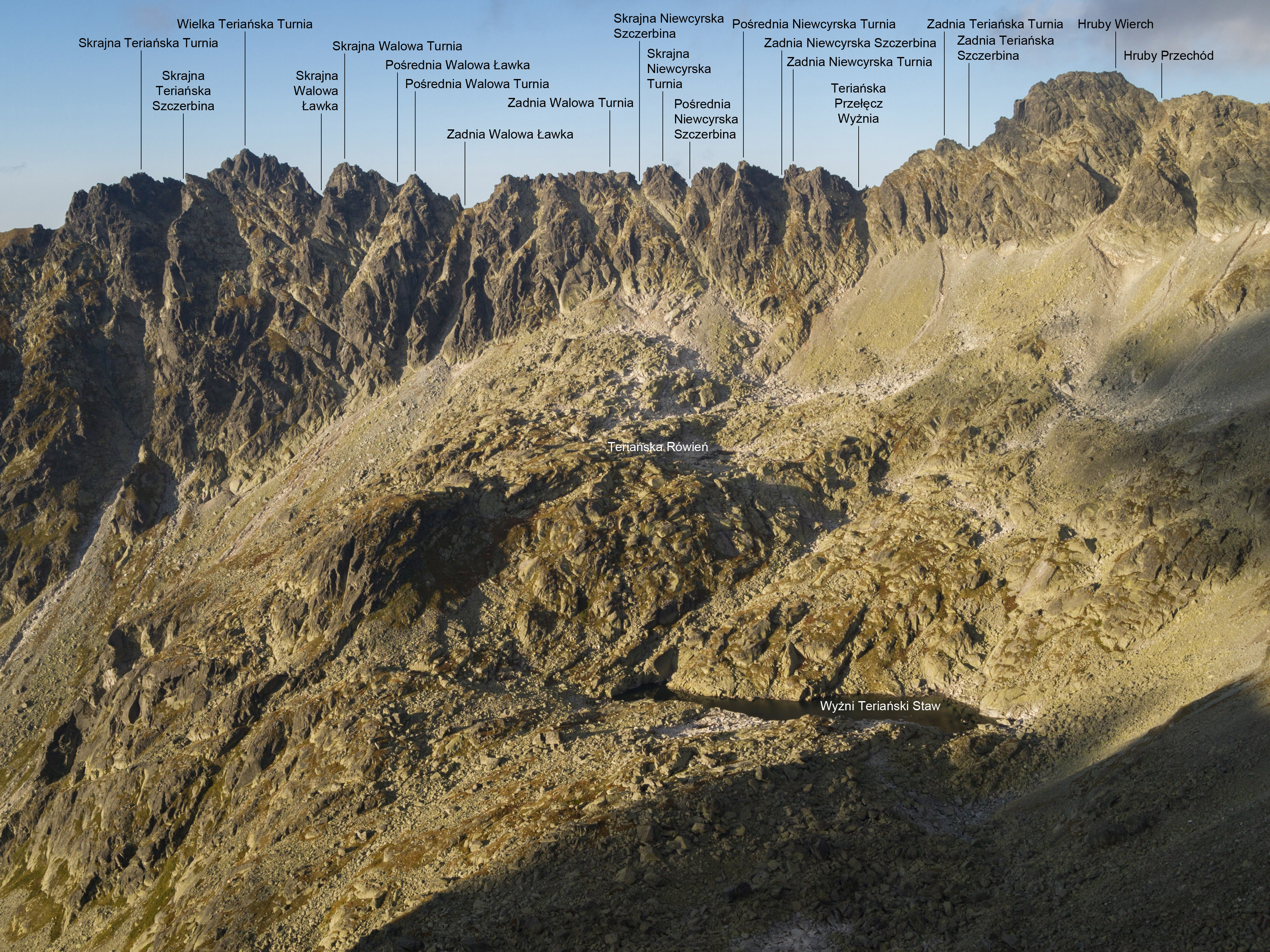
Widok z południowego wschodu
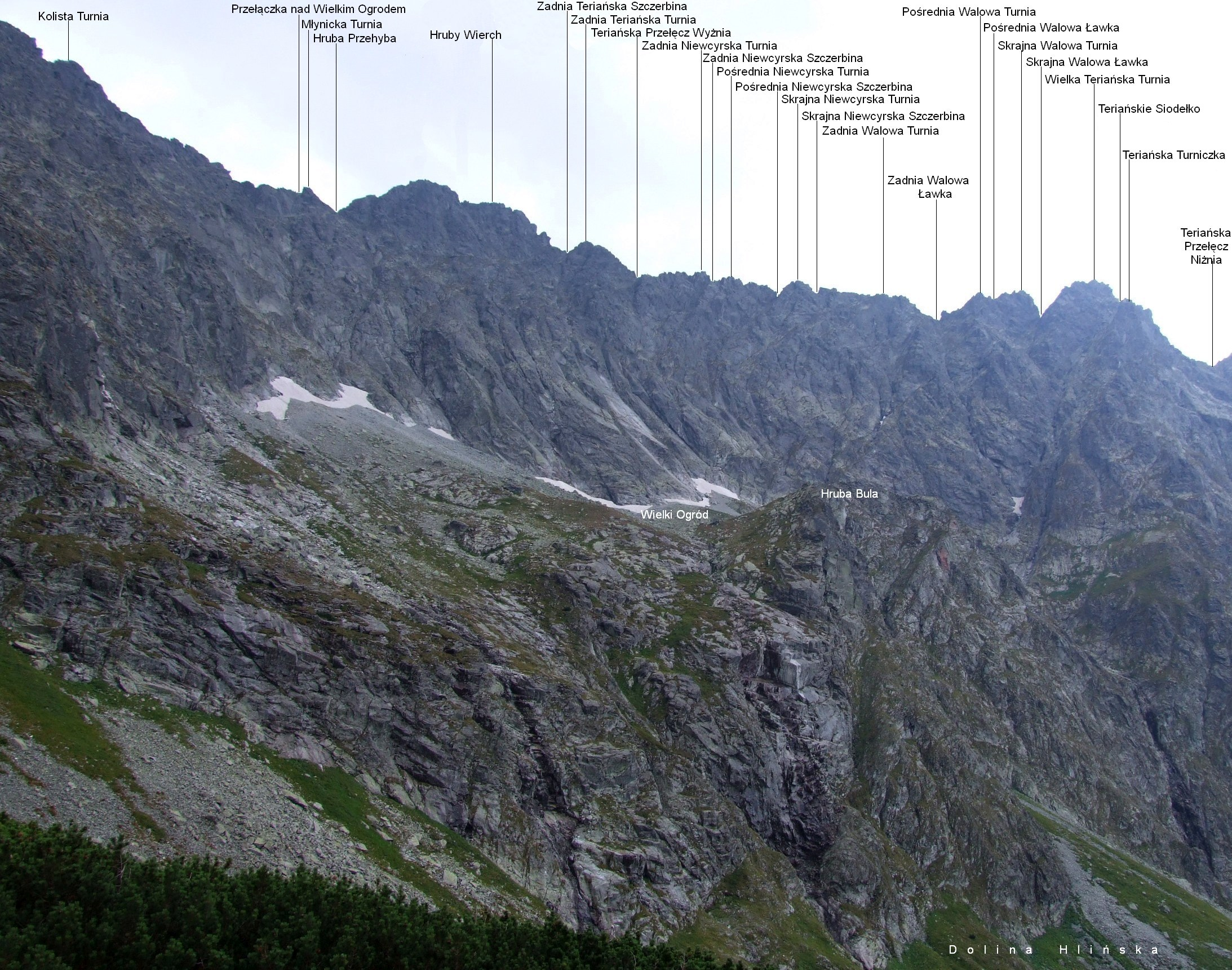
Widok z Doliny Hlińskiej